# Bissen, Luxemburg (kommun)
Kommunen Bissen (franska: Commune de Bissen, luxemburgiska: Gemeng Biissen, tyska: Gemeinde Bissen) är en kommun i kantonen Mersch i centrala Luxemburg. Kommunen har 3 329 invånare (2022), på en yta av 20,75 km². Den utgörs av huvudorten Bissen med omgivande landsbygd.